# Трупчу, Сервер Курт Сеит
Серве́р Курт-Сеи́т Трупчу́ (крымскотат. Server Qurtseit Trupçu, Сервер Къуртсеит Трупчу; 1906, д. Дерекой, Таврическая губерния — 17.04.1938, Симферополь) — деятель ВКП(б), 2-й секретарь Крымского обкома. Входил в состав особой тройки НКВД СССР.

## Биография
Сервер Курт Сеит Трупчу родился в 1906 году в крымской деревне Дерекой. В 1919—1924 годах батрачил, пас скотину, трудился чернорабочим в детдоме Ялтинского района. В 1924 году вступил в комсомол. Далее его работа была связана с партийной деятельностью.
- 1926—1927 годы — инструктор, волостной организатор райкома ВЛКСМ в Ялте.
- 1927—1928 годы — заведующий транспортным отделом в Ливадии, заведующий культотделом Дома крестьянина в Ялте.
- 1928 год — вступление в ВКП(б).
- 1928—1931 годы — инструктор райкома ВЛКСМ в Севастополе, заведующий отделом труда и образования молодежи, ответственный секретарь Симферопольского обкома ВЛКСМ.
- 1931—1932 годы — заведующий отделом кадров обкома ВКП(б).
- 1932—1934 годы — учёба в Институте подготовки кадров при Институте Красной профессуры.
- 1934—1937 годы — учёба в Институте Красной профессуры.
- 1937 год — второй секретарь Крымского обкома ВКП(б). Этот период отмечен вхождением в состав особой тройки, созданной по приказу НКВД СССР от 30.07.1937 № 00447[1] и активным участием в сталинских репрессиях[2]. Следует отметить, что работа на посту секретаря крымского обкома также была отмечена значительным участим в культурном строительстве. Например, в организации Крымского государственного театра оперы и балета[3].

## Завершающий этап
Снят с должности в сентябре 1937 года, арестован в ноябре. Приговорён к ВМН ВКВС СССР 5 марта 1938 г. Расстрелян в Симферополе 17 апреля 1938 года.
Реабилитирован 22 марта 1958 г. ВКВС СССР за отсутствием состава преступления.

## Семья
Сестра - Трупчу Джумазие, актриса и певица, выступала в Государственном ансамбле песни и пляски крымских татар. В мае 1944 года депортирована.